# Під'єльське сільське поселення
Під'є́льське сільське поселення (рос. Подъельское сельское поселение) — муніципальне утворення у складі Корткероського району Республіки Комі, Росія. Адміністративний центр — село Під'єльськ.

## Населення
Населення — 584 особи (2017, 630 у 2010, 796 у 2002, 803 у 1989).

## Склад
До складу поселення входять такі населені пункти:
| Населений пункт   | Населення, осіб (1989) | Населення, осіб (2002) | Населення, осіб (2010) |
| ----------------- | ---------------------- | ---------------------- | ---------------------- |
| Наволок, присілок | 51                     | 36                     | 27                     |
| Новік, присілок   | 81                     | 36                     | 18                     |
| Під'єльськ, село  | 671                    | 724                    | 585                    |